# Paratyphloceras oregonensis
Paratyphloceras oregonensis är en loppart som beskrevs av Ewing 1940. Paratyphloceras oregonensis ingår i släktet Paratyphloceras och familjen mullvadsloppor. Inga underarter finns listade i Catalogue of Life.